# Ingleborough
Ingleborough är ett berg i Storbritannien.   Det ligger i grevskapet North Yorkshire och riksdelen England, i den centrala delen av landet, 300 km nordväst om huvudstaden London. Toppen på Ingleborough är 723 meter över havet, eller 505 meter över den omgivande terrängen. Bredden vid basen är 6,0 km.
Terrängen runt Ingleborough är huvudsakligen lite kuperad.Runt Ingleborough är det ganska glesbefolkat, med 47 invånare per kvadratkilometer. Närmaste större samhälle är Settle, 13,3 km sydost om Ingleborough. Trakten runt Ingleborough består i huvudsak av gräsmarker.